# Serdj El Ghoul
Serdj El Ghoul (în arabă سرج الغول) este o comună din provincia Sétif, Algeria.
Populația comunei este de 9.311 locuitori (2008).